# Křovinář růžkatý
Křovinář růžkatý (Bothrops ammodytoides) je jedovatý had z podčeledi chřestýšovitých, který je rozšířený ve střední a jižní části Argentiny. Nemá známé poddruhy.

## Běžný název
- yarará ñata, yarará patagónica[5][6]

## Popis
Křovinář růžkatý je druh průměrné velikosti s tlustým, zploštělým tělem a úzkým ocasem. Jeho průměrná délka se pohybuje mezi 45 až 75 centimetry, přičemž samičky jsou značně větší a těžší. Někdy dosahují délky až 1 metru.
Má výrazný krk a hlavu ve tvaru trojúhelníku; je viditelně odlišný od druhu bothrops alternatus díky vyvýšené tlamě a tmavé kresbě ve tvaru obráceného U na vrchu hlavy. Po stranách hlavy má svislou podlouhlou tepločivnou jamku, umístěnou mezi okem a tlamou. Tato jamka slouží k odhalení kořisti, která vyzařuje infračervené záření. Tuto vlastnost křovinář sdílí s ostatními druhy z podčeledi chřestýšovitých.
Hřbet má zbarvený do světle hněda nebo šedava, což doplňují velké tmavě hnědé až černé kosočtverce či mřížkovitá kresba. U některých exemplářů může mít tmavé zbarvení tvar proužků anebo klikatých čar. Břicho má křovinář růžkatý nažloutlé nebo bělavé s růžovým nádechem. Vždy má ale hnědé body. Je silně pokrytý šupinami.

## Taxonomie
Během 20. století byl křovinář růžkatý zařazen do rodu křovináři, kdy byl součástí skupiny druhu „alternatus“, ale roku 2009 byl přemístěn do rodu Rhinocerophis. Nakonec byl po přešetření stavby těla, fylogeneze a taxonomie jihoamerických křovinářů přeřazen v roce 2012 zpět k rodu křovináři.

## Zeměpisné rozšíření
Tento druh je rozšířený v Argentině, kde jej lze najít v provinciích Buenos Aires, Catamarca, Córdoba, Chubut, La Pampa, La Rioja, Mendoza, Neuquén, Río Negro, San Juan, San Luis, Santa Cruz a Tucumán.
Je rozšířený ve výškách od hladiny moře až po 2000 m n. m.

## Výskyt
Upřednostňuje suché oblasti, jako například savany a stepi. Někdy jej lze spatřit na hranicích lesnatých oblastí, ale ve všeobecnosti se nachází ve skalnatém nebo písčitém prostředí, včetně pobřežních dun, břehů řek a salin. Pokud se hýbe na písčitém podloží, plazí se za pomoci smrštění břišních svalů přímkově a ne klikatě.
Tím, že křovinář růžkatý obydluje severní Patagonii, včetně severních pohoří a středu provincie Chubut a někdy jej lze spatřit i v Santa Cruz, vydobyl si titul nejjižněji žijícího jedovatého hada na Zemi.

## Chování
Je aktivní za soumraku a v noci. Živí se ještěrkami a malými savci. Je vejcoživorodý a může mít mezi 15 a 40 mláďaty. Ta opouští těsně po narození. Nepatří k útočným hadům a zaútočí pouze pokud se cítí ohrožen. Ve většině případů jsou útoky a/anebo agresivní chování způsobeny obtěžováním či náhodným zakopnutím o jeho tělo. To se stává celkem běžně venkovanům a turistům při návštěvách neobydlených oblastí.

## Jedovatost
Uštknutí křovinářem růžkatým patří k těm běžným, i když méně častým jako je tomu u druhu bothrops alternatus. Jeho uštknutí je málokdy smrtelné, ale často způsobuje bolest přilehlého tkaniva.
Podle stránky zabývající se toxikologií, kterou spravuje Univerzita v Adelaide, jed těchto hadů se převážně skládá ze směsi koagulantů, hemoraginů, nekrotoxinů a pravděpodobně i nějakého antikoagulantu, který nezanechává pozorovatelné klinické příznaky.
Mezi klinické příznaky patří:
- Lokální následky: bolest, otok, modřiny v oblasti uštknutí, pocit tepla nebo pálení, odumírání tkaniva.
- Následky na úrovni soustavy: bolest hlavy, nevolnost, zvracení, bolest břicha, průjem.
- Neurologické následky: zmatek, křeče, kolaps.
- Následky na oběhovou soustavu: porucha sráženlivosti krve a masivní krvácení.

Pokud se po uštknutí nevyhledá okamžitá lékařská pomoc, může nastat během 72 hodin smrt.